# Mionectes macconnelli
Mionectes macconnelli là một loài chim trong họ Tyrannidae.